# Sumur
Sumur (biblijsko hebrejsko צְמָרִי‬ [pomeni prebivalce mesta], egipčansko  Smr, akadsko Sumuru, asirsko Simirra) je bilo feničansko mesto in veliko trgovsko središče v sedanji Siriji. 
Sumur ali Sumura je omenjen v Amarnskih pismih, napisanih v 14. stoletju pr. n. št. Njegov vladar se je imenoval Ahribta. Vladal je pod nadzorom bibloškega kralja Rib-Hadde, kateremu se je uprl in se pridružil Abdi-Aširtovemu kraljestvu Amurru. Proegipčanske frakcije so verjetno ponovno prevzele oblast v mestu, vendar jih je Abdi-Aširtov sin Aziru porazil in sam prevzel oblast v mestu.
Sumur je zelo verjetno, vendar ne povsem zanesljivo, mesto, ki je v Amarnskih pismih omenjeno kot Simmira. Simmira je bila leta 738 pr. n. št. opisana kot del Asirskega cesarstva Tiglat-Pileserja III. Na začetku vladavine njegovega naslednika Sargona II. se je leta 721 pr. n. št. uprla asirskim oblastnikom.
Maurice Dunand in N. Salisby sta leta 1957 Sumur združila z arheološkim najdiščem Tell Kazel.